# 聖馬利諾戰役
1944年9月17日至20日，在第二次世界大戰的義大利戰役中，進攻的同盟國軍隊和防禦的軸心國軍隊在中立的微型國家聖馬利諾的領土上發生了聖馬利諾戰役。當時，支持義大利社會共和國的納粹德國部隊在盟軍逼近下佔領了中立國聖馬力諾共和國，不久後盟軍在該國的領土上與義大利交戰。
聖馬利諾在第二次世界大戰的早期中宣布中立。由於該國被義大利包圍，因此在1943年盟軍西西里登陸前都幾乎沒有受到任何影響。在西西里登陸後，德軍迅速在義大利投降後佔領義大利北部並且構建了哥德防線，該防線沿著整個亞平寧半島北部的山脈，穿過聖馬力諾。6月下旬，盟軍推測聖馬利諾已被德軍控制，因此英國皇家空軍轟炸了該國，造成35人死亡。在8月下旬的橄欖行動中，一盟軍部隊在戰線的最東端發起進攻，目標是穿過聖馬利諾東部的義大利城市里米尼並突破防線，從而佔領義大利北部。雖然聖馬力諾位於里米尼的西南部，但橄欖行動並沒有計畫進攻聖馬利諾，而是繞過該國。此後，德國軍方派遣了一小支部隊進入聖馬力諾，以守衛他們的通訊線。

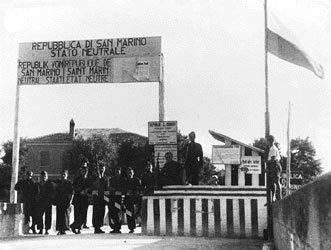
聖馬利諾的邊境上豎起了宣布中立的牌子

幾天后，由於德軍部隊頑強的抵抗和惡劣天氣的影響，盟軍不得不停止在里米尼的進攻，英國和英屬印度的側翼部隊開轉為向西推進，將前線逼近聖馬力諾。 9月17日，印度第4步兵師跟德軍的國防軍第278步兵師在聖瑪尼諾邊境的山丘交戰，在一場激烈的戰鬥後，印軍在19日成功佔領了山丘，盟軍開始向聖馬利諾城區推進，並在9月20日下午在沒有抵抗下佔領了聖瑪尼諾城區。印度部隊在隔天離開了該地並繼續作戰。

## 背景
聖馬力諾是一個位於亞平寧半島北部的微型國家，全國被義大利包圍。聖瑪尼諾自從1923年起由朱利亚诺·戈齐領導下的聖瑪利諾法西斯黨執政，與貝尼托·墨索里尼政權密切結盟，但是採取獨立於義大利法西斯黨的獨裁統治該國 。雖然同為法西斯主義政權，但是聖馬利諾在整個第二次世界大戰期間幾乎沒有參與任何事情，且在一切的戰爭中保持中立，也沒有加入軸心國。該國曾被錯誤地報導向聯合王國宣戰，但該國政府很快澄清並否認。
1943年6月27日，儘管聖馬利諾沒有任何軍事設施和駐軍，但該國遭到盟軍轟炸，造成至少35人死亡。 在同年7月初，該國政府表示他們已在邊境口岸設立標誌，指示該國為非軍事區，且重申他們為中立國。

## 序幕

### 突破哥德防線
1944年夏，在義大利社會共和國的德軍在戰鬥中逐步撤退至哥德防線——一個橫跨亞平寧半島北部的一連串防禦陣地。盟軍制定了橄欖行動。該行動計畫向北推進至濱海城市里米尼和義大利北部平原。其中，英國第八集團軍將會向義大利東海岸發起強攻； 11個師將會沿著一個細小的戰線作戰，這個戰線則被稱為「里米尼缺口」，只有13公里的寬度；「里米尼缺口」由海岸平原和城市里米尼的市區組成，盟軍則計畫對該戰線進行突破並一路向北進攻。一旦突破了這個缺口，盟軍就可以將部隊向外部署到羅馬涅平原，並進軍博洛尼亞。同時，美國第5集團軍將沿著半島中心向北推進，希望能在博洛尼亞會合，以此包圍夾擊德軍的大部隊。 
8月25日，盟軍開始進攻 ，並在8月29日抵達福利亞山谷——哥德防線的一部分。 盟軍很快就抵達並突破了防線，同時，德軍指揮部則試圖在科里亞諾的山脊上組建第二條防線，該地是孔卡河以北的丘陵，也是里米尼以南的最後一個主要地理障礙。盟軍部隊於9月3日到達河邊，遭到了德軍的頑強抵抗，同時也遭遇了坦克機械故障的問題，因此盟軍停止了進攻，同時調集支援部隊，等待機會再次進攻。 而在進攻的左翼，在孔卡河以南的傑馬諾戰役盟軍也遭遇了阻礙而中止了進攻。
此時，盟軍左翼的部隊從科里亞諾山脊排成一列，面向西面，距離聖馬力諾僅有幾公里。 英軍第46步兵師和56步兵師分別在被重兵防守的傑馬諾和克羅齊一帶的德軍對峙，而印度第4步兵師位於第46師以南，形成該攻勢的最左翼。9月12日，科里亞諾的攻勢繼續，在兩個裝甲師的帶領和重型火砲的支援下，這些部隊成功得以向西推進，而他們的目標是穿過距離聖馬力諾邊境約兩英里的蒙特斯庫多鎮。當晚，印度第4師抵達了傑馬諾以南，該師最後於15日上午成功佔領傑馬諾。之後，英軍準備向蒙特斯庫多進軍。

## 戰鬥

### 進軍聖馬利諾
英國第46步兵師在15日佔領蒙特斯庫多鎮後的隔天，第56步兵師也成功佔領了蒙特斯庫多北部的穆拉扎諾，十分接近聖馬利諾的邊境。此時，第56師在北翼，第46師在南翼；兩者嘗試向西側推進，但均因德軍的強烈抵抗而受挫。
9月13日早上，德軍一支部隊進入了聖馬利諾，以防止完全不駐軍的該地被盟軍佔領，同時也這也使他們能夠安全地控制該地區的一條主要道路和控制聖馬力諾周圍的高地。 盟軍的印度第4步兵師將負責這場戰役的進攻，而另一方的德軍第278步兵師被安排負責防守聖馬利諾。
9月17日晚，印度第4步兵師的兩隻先頭部隊——第3、10團——跨過了聖馬力諾東側邊界的馬拉諾河，該師的第1、9團也隨後一同跨過該河，計畫攻進攻瑪力諾的法埃塔诺市鎮附近的兩個位於山丘上的343和366目標點，其中盟軍成功在隔日凌晨5點成功攻佔了343點，但是試圖進攻366點的部隊彈藥不足而被迫撤退。在這場戰役中，印度步槍手謝爾·巴哈杜爾·塔帕獨自堅守山頂兩個小時，掩護了兩個連隊撤退，但隨後在營救一名傷兵時被殺。他隨後被追授維多利亞十字勳章。

攻佔343目標點的部隊一直堅守陣地，截止18日共有63人陣亡。18日晚上，一支支援的坦克部隊在火力掩護下成功抵達，穩住了前線。同時，第4、11團向北側進發，佔領了聖馬力諾高地北翼。隨後，該師的第11旅穿過第4、11團並包圍了整座城市。19日晚，第11旅的一個營從北部向城區推進，但在隔日早上遭到了位於西北側的守軍的抵抗。德軍的守軍控制了城區高地的道路入口 。隨後盟軍的一支坦克部隊開入了城區，而其中一個連隊則向高地進發，並在下午全面佔領了聖馬力諾的中心城區。負責防守的德軍有24人傷亡、56人被俘。

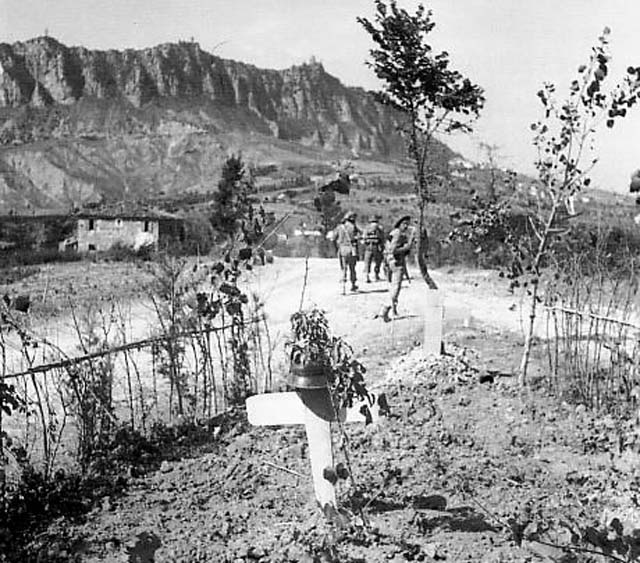
盟軍部隊穿過聖馬力諾。

9月21日，陷入困境的德軍徵召了聖馬利諾本地的防禦部隊來協助他們，但同時印度第4步兵師在完成佔領後早已向前進軍，離開了聖馬利諾。

## 後續
在德國投降後，盟軍短暫地佔領了聖馬利諾。第二次世界大戰結束後的1945年10月，聖馬利諾政府向英國政府提出要求，索要7.32億聖馬利諾里拉的戰爭賠償，其中5億里拉為「在該國領土作戰」的費用，2千萬為軍事佔領地費用。英國政府拒绝了这一要求，認為由于德国早在此戰役之前就已經違背了圣马力诺的中立，因此不願意承擔戰爭賠償；然而英國政府仍然為了1944年6月的對聖馬利諾的空襲提供了2.6萬英鎊的「慰问金」，后来增加到8萬英镑（相当于3200萬聖馬利諾里拉）。